# Piła (powiat pleszewski)
Piła – wieś w Polsce położona w województwie wielkopolskim, w powiecie pleszewskim, w gminie Chocz.
W latach 1975–1998 miejscowość należała administracyjnie do województwa kaliskiego.
Piła leży na granicy Puszczy Pyzdrskiej.
Wierni wyznania katolickiego, mieszkający w Pile, należą do parafii św. Andrzeja Apostoła w Choczu. W Pile znajduje się kapliczka z figurą Matki Bożej Lourdzkiej, wzniesiona przez mieszkańców na miejscu przedwojennej, zniszczonej przez okupantów niemieckich w czasie II wojny światowej.